# Tredje platsen

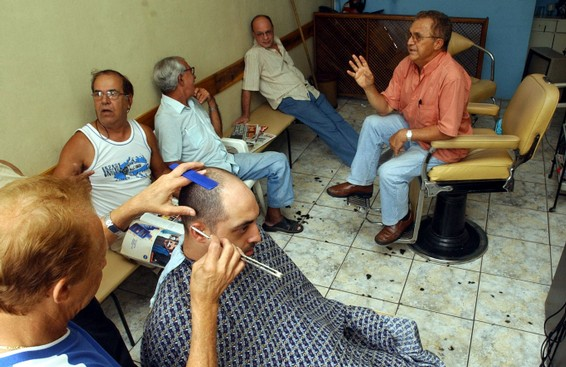
En frisersalong (fotot är från Brasilien) är ett exempel på en tredje plats; i många länder har detta varit en traditionell plats, där särskilt män samlas utanför arbetet eller hemmet.

Den tredje platsen syftar på en plats där människor vistas och som varken är hem eller arbetsplats. Den är ett ställe där människor umgås och lär sig nya saker under informella former. Begreppet är myntat av den amerikanske sociologen Ray Oldenburg och har fått spridning inom modern sociologi.

## Första, andra och tredje platsen
De två vanligaste platserna för socialt umgänge är hemmet (den första platsen) och arbetsplatsen (den andra platsen). Därutöver finns den tredje platsen, som exempelvis bibliotek, caféer, klubbar, kontorskollektiv, kyrkor och parker. I sin bok The Great Good Place hävdar den amerikanske sociologen Ray Oldenburg (1989, 1991) vikten av tredje platser för civilsamhället, demokratin och människors samhällsengagemang.
Den amerikanske statsvetaren Robert Putnam skriver om frågor med anknytning till tredje platser i sin bok Den ensamme bowlaren: den amerikanska medborgarandans upplösning och förnyelse (i svensk översättning av Margareta Eklöf  2001).

## Oldenburgs definitioner
Enligt Oldenburg är hemmet vår första plats, och dem vi bor med. Den andra platsen är arbetsplatsen, den plats där vi ofta tillbringar det mesta av vår tid. Den tredje platsen är "ankare" för samhällslivet och främjar en större, mer kreativ interaktion.
Oldenburg föreslår följande kriterier på en tredje plats:
- Gratis eller billig
- Mat och dryck är viktigt, men inte nödvändigt
- Lättåtkomlig: nära för många (gångavstånd)
- Många återkommande besökare; de som vanligtvis samlas där
- Inbjudande och bekvämt
- Där kan både nya och gamla vänner hittas

Andra forskare har sammanfattat Oldenbergs definitioner av en tredje plats med liknande kännetecken:
- En neutral plats
De som besöker tredje platser gör det frivilligt. De har varken ekonomiska, politiska, juridiska eller andra band till platsen och kan komma och gå som de vill.

- En jämställd plats
Tredje platser fäster inget avseende vid besökarnas individuella status i samhället. Besökarnas ekonomiska eller sociala status spelar ingen roll på den tredje platsen, vilket ger en gemensamhetskänsla. Det finns inget som förhindrar acceptans eller deltagande på en tredje plats.

- Den huvudsakliga aktiviteten är samtal
Spontana och trevliga samtal är i fokus på en tredje plats, men det är inte nödvändigtvis den enda aktiviteten. Samtalstonen är vanligtvis hjärtligt och humoristisk; kvickhet och lekfullhet uppskattas.

- Tillgängliga och anpassade
Tredje platser måste vara öppna och lättillgängliga för besökarna. De måste även vara tillmötesgående genom att tillgodose besökarnas önskemål, och alla besökare känner att deras behov uppfylls.

- Stamgäster
Tredje platser har ett antal stamgäster som anger platsens tonläge, atmosfär och särprägel. Stamgästerna på tredje platser lockar även till sig nykomlingar, och finns där för att hjälpa nykomlingarna att känna sig välkomna och bekväma.

- En låg profil
Tredje platser är funktionella. Interiören är inte extravagant eller storstilad, och den känns hemtrevlig. Tredje platser är aldrig snobbiga eller pretentiösa, och de accepterar alla individer oavsett bakgrund.

- En avspänd stämning
Samtalstonen på tredje platser är aldrig ansträngd eller fientlig. Den är lekfull, där kvickheter och skämt är vanligt förekommande och uppskattade.

- Ett hem utanför det egna hemmet
Besökare på tredje platser har ofta samma känslor av värme, ägande och tillhörighet, som i sina egna hem. De känner sig hemma där och får andlig förnyelse genom att vara där.

## Olika varianter av tredje platser
Jeffres et al. (2009) listade i sin forskning följande varianter som möjliga tredje platser: medborgarhus, seniorcentrum, caféer, barer och pubar, restauranger, köpcentrum, affärer, marknader, frisersalonger, skönhetssalonger, rekreationscenter, simbassänger, biografer, kyrkor, skolor, högskolor och universitet, klubbar och organisationer, bibliotek, parker och andra platser för utomhusaktiviteter, gator, grannars trädgårdar, hus och lägenheter, och evenemang som gårdsfester, grillfester och picknick, möten, bingo, och olika medier (online, nyhetsbrev, tidningar, telefon, anslagstavlor).
Konceptet med en tredje plats har blivit populärt bland mindre affärsidkare, som exempelvis caféägare och citeras ofta i stadsplaneringslitteraturen i frågan om samhällsorienterad affärsutveckling och offentliga platser.
Många kontorskollektiv har anammat tredje platsens koncept för sin egen interiördesign.

### Virtuella tredje platser
Personer i dator- och internetindustrin menar att tredje platser även finns i den virtuella världen, som virtuella tredje platser. Exempelvis de virtuella gemenskaper som uppstått genom de populära online-spelen där människor över hela världen är uppkopplade mot varandra i allt högre utsträckning. Det har också vuxit fram ytterligare en sorts tredje platser på nätet, exempelvis Youtube, Facebook, Instagram och Flickr.

## Internet och tredje platser
En ökande andel av tjänstemän i USA använder hellre internet från en tredje plats än hemifrån. En bidragande orsak till ökningen är tillgången till wifi eller trådlöst nätverk på tredje platser som caféer, men även att det upplevs som roligare att kommunicera på en tredje plats än hemifrån.
På en tredje plats med internettillgång kan besökarna vara fysiskt närvarande, men vara helt absorberade av sin egen nätkommunikation utan att kommunicerar med varandra. För att underlätta direktkommunikationen mellan besökarna på den tredje platsen arrangeras ibland program, som jazzkonserter och spelkvällar. 

## Mot en fjärde plats
Morrisson (2018) menar att platserna i kunskapsekonomin håller på att utvecklas så att den konventionella uppdelningen mellan den första platsen (hemmet), den andra platsen (arbetet) och den tredje platsen kommer att suddas ut. De nya sociala miljöerna i kunskapsstaden kombinerar delar från den första och andra platsen (coliving eller cohousing); från den andra och den tredje platsen (coworking); och från den första och den tredje platsen (comingling). Dessutom kommer en kombination av delar från den första, andra och tredje platsen, enligt Morrisson, att leda till uppkomsten av en ny plats, den fjärde platsen.